# Action Force

Action Force ou L'Homme du président 2 : mission spéciale (titre original : The President's Man 2) est un téléfilm américain réalisé par Ed Norris et diffusé en 2002.

## Synopsis
Joshua McCord, un respectable professeur adulé par ses élèves à l'université de Dallas, exerce, en secret, une activité bien plus risquée : agent secret au service de la CIA. Un jour, le président des États-Unis en personne le contacte. Un groupe de terroristes vient, en effet, de dérober dans un musée trois statuettes qui cachaient des composants pouvant servir à la fabrication d'une bombe nucléaire. Les malfaiteurs, qui demandent une rançon exorbitante, ont résisté aux assauts des militaires. McCord doit les retrouver. Il bénéficie de l'aide de Deke Slater, son bras droit, et de sa fille, Que, petit génie de l'informatique…

## Fiche technique
- Titre original : The President's Man 2
- Titre français : L'Homme du président 2 : mission spéciale
- Autre titre : Action Force
- Réalisateur : Michael Preece
- Scénario : Bob Gookin
- Genre : action
- Tout public

## Distribution
- Chuck Norris (VF : Bernard Tiphaine) : Joshua McCord
- Judson Mills (VF : Jean-Louis Faure) : Deke Slater
- Robert Urich : le président Adam Mayfield
- Jennifer Tung (VF : Caroline Beaune) : Que McCord
- Joel Swetow : Abdul Rashid

## Remarque
- L'une des dernières apparitions de Robert Urich, qui a bâti sa carrière sur sa participation à des productions destinées à un passage télé.